# Bint-Jbeil
Bint-Jbeil (arabe: بنت جبيل; est la seconde ville de la mohafazah de Nabatieh au Liban. On estime la population à 30 000 habitants. La ville a été occupée par Israël de 1982 jusqu'en 2000, date du retrait des troupes israéliennes. Elle est considérée par Israël comme la « capitale du Hezbollah » de par sa population chiite. Elle est devenue célèbre à la suite d'une attaque de Tsahal contre des éléments du Hezbollah supposés se trouver sur les lieux. Le bataillon 51 de la brigade d'élite Golani de l'armée israélienne a dû se retirer face à une résistance inattendue. Lors du conflit israélo-libanais de 2006, de grosses batailles ont eu lieu dans la ville et aux alentours.

## Fondation de la ville
Il est aujourd'hui difficile de savoir quand la ville a été fondée. Certains historiens pensent que les Phéniciens ont construit la ville en rapport avec la ville du nord du Liban, Jbeil (la montagne). Littéralement, Bint Jbeil signifie « Fille de la montagne ».